# Felix Zollicoffer

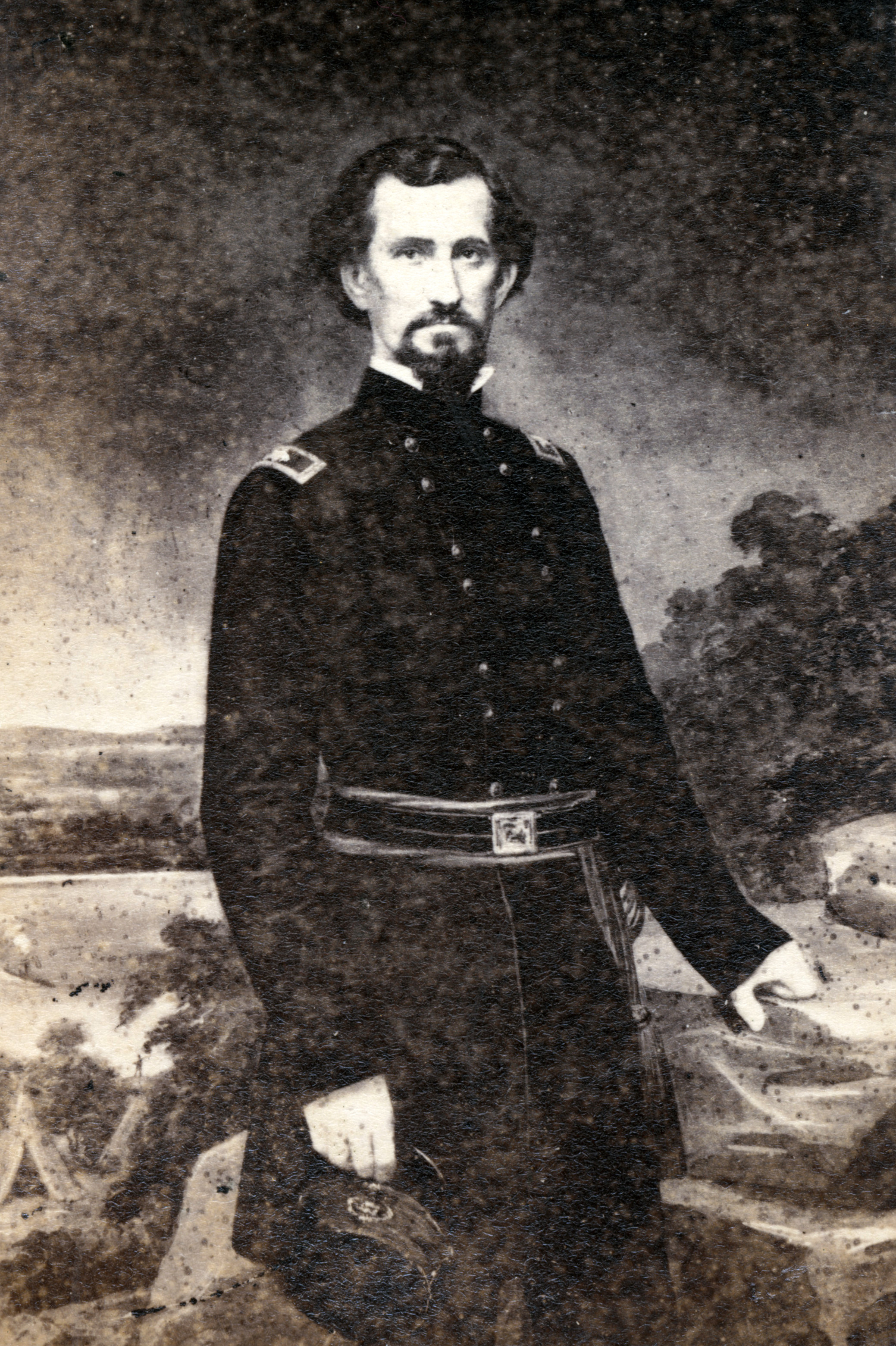
Felix Zollicoffer

Felix Kirk Zollicoffer (* 19. Mai 1812 in Bigbyville, Maury County, Tennessee; † 19. Januar 1862 bei Mill Springs, Kentucky) war ein US-amerikanischer Politiker. Zwischen 1853 und 1859 vertrat er den Bundesstaat Tennessee im US-Repräsentantenhaus. Anschließend diente er während des Bürgerkrieges als Offizier im Heer der Konföderation.

## Werdegang
Felix Zollicoffer besuchte die öffentlichen Schulen seiner Heimat. Danach wurde er im Druck- und Zeitungsgewerbe tätig. In dieser Branche arbeitete er 1828 und 1843 in verschiedenen Städten in Tennessee und Alabama. 1835 leitete er die Staatsdruckerei in Tennessee. Ein Jahr später nahm er als Oberleutnant an einem Feldzug gegen die Seminolen in Florida teil. Danach gab er im Jahr 1837 zwei Tageszeitungen heraus. Politisch wurde Zollicoffer Mitglied der Whig Party, deren Parteizeitung „Republican Banner“ er im Jahr 1843 verlegte. Zwischen 1845 und 1849 war er Revisor im Finanzministerium des Staates Tennessee.
Von 1849 bis 1852 gehörte Zollicoffer dem Senat von Tennessee an. Im Jahr 1852 war er außerdem Delegierter zur letzten Whig National Convention, auf der Winfield Scott als Präsidentschaftskandidat der Partei nominiert wurde. Bei den Kongresswahlen des Jahres 1852 wurde Zollicoffer im achten Wahlbezirk von Tennessee in das US-Repräsentantenhaus in Washington, D.C. gewählt, wo er am 4. März 1853 die Nachfolge von William Cullom antrat. Nach zwei Wiederwahlen konnte er bis zum 3. März 1859 drei Legislaturperioden im Kongress absolvieren. Seit 1855 vertrat er die American Party, der er nach der Auflösung der Whigs beigetreten war. Seine Zeit im Kongress war von den Diskussionen und Ereignissen im Vorfeld des Bürgerkrieges bestimmt.
1858 verzichtete Felix Zollicoffer auf eine erneute Kongresskandidatur. Im Frühjahr 1861 war er Delegierter auf einer Konferenz in der Bundeshauptstadt Washington, auf der vergeblich versucht wurde, den Ausbruch des Bürgerkrieges zu verhindern. Zollicoffer war ursprünglich gegen die Abspaltung seines Heimatstaates, schloss sich aber dann doch dem Süden an. Im Krieg wurde er Brigadegeneral der Konföderation. Er wurde bei der Schlacht von Mill Springs in Kentucky schwer verwundet. Am 19. Januar 1862 erlag er seinen Verletzungen.